# 七娘山
七娘山又名大鵬山，是中國廣東省深圳市龙岗区大鹏半岛，南澳街道的一條山脉，主峰海拔867.4米，是深圳第二高山，因山上有七座山峰而被称为“七娘山”。
七娘山所在区域基本上被未开发的原始森林所覆盖，是徒步旅行者热爱前往的地点。但不时有旅行者在山上遇险。
由於七娘山地勢高，加上鄰近多數地方均為海灣、矮山，因此可從深圳鹽田區，以至香港沙田區及大埔區等地清晰遠眺七娘山。

## 歷史
清嘉慶新安縣志卷四中有記載，「大鵬山在縣東一百六十里，一名七娘山，大鵬所鎮也。昔傳有仙女七人遊此，以其如鵬踞海，故名。其地有龍潭，鹿湖，羊塘，石室，危石，高峯，飛瀑諸勝。龍潭石上刻有’川嶽鍾靈’四字。」